# خوسيه ماريا استرادا
خوسيه ماريا استرادا (بالإنجليزية: José María Estrada)‏ (و. 1802 – 1856 م) هو سياسي من نيكاراغوا .